# کونال کولی
کونال کولی (به انگلیسی: Kunal Kohli) یک کارگردان، تهیه‌کننده و نویسنده سینمای هند است که به خاطر آثارش عمدتاً در بالیوود شناخته می‌شود. وی بیشتر به عنوان کارگردان من و تو (۲۰۰۴) و فانا (۲۰۰۶) و کمی عشق، کمی جادو (۲۰۰۸) شناخته شده‌است.

## زندگی شخصی
کولی با راوینا کوهلی، که مدیر قهوه با کاران بود ازدواج کرد. آنها یک دختر به نام رادا دارند که فرزند خوانده آنهاست.

## فیلمشناسی
| سال  | فیلم              | کارگردان | نویسنده | بازیگر | تهیه‌کننده | تاریخ انتشار   | زبان       | یادداشت                                                                                 |
| ---- | ----------------- | -------- | ------- | ------ | --------- | -------------- | ---------- | --------------------------------------------------------------------------------------- |
| ۲۰۰۲ | با من دوست میشی؟  | آری      | آری     | نه     | نه        | ۹ اوت ۲۰۰۲     | هندی       | شروع کردن - آغاز - اولین                                                                |
| ۲۰۰۴ | من و تو           | آری      | آری     | نه     | نه        | ۲۸ مه ۲۰۰۴     | هندی       | برنده، بهترین کارگردانی در جوایز Filmfare، برنده، بهترین کارگردانی در جوایز اسکرین ۲۰۰۵ |
| ۲۰۰۶ | فنا               | آری      | آری     | نه     | نه        | ۲۶ مه ۲۰۰۶     | زبان هندی  |                                                                                         |
| ۲۰۰۸ | کمی عشق، کمی جادو | آری      | آری     | نه     | آری       | ۲۷ ژوئن ۲۰۰۸   | هندی       |                                                                                         |
| ۲۰۱۲ | داستان تو و من    | آری      | آری     | نه     | نه        | ۲۲ ژوئن ۲۰۱۲   | زبان هندی  |                                                                                         |
| ۲۰۱۸ | یک بار دیگر       | آری      | نه      | آری    | نه        | ۱۵ ژانویه ۲۰۱۸ | هندی       | اولین بازیگر                                                                            |
| ۲۰۱۸ | بعدش چی           | آری      | آری     | نه     | نه        | ۱۷ دسامبر ۲۰۱۸ | زبان تلوگو | اولین تلوگو                                                                             |